# Nihilism
Nihilismul (din latinescul nihil, nimic) este o poziție filozofică care susține că a fi, privind în special trecutul și prezentul existenței umane, nu are nicio însemnătate obiectivă, scop, adevăr comprehensibil, sau vreo valoare esențială. Nihiliștii afirmă, în general, unele sau toate din următoarele:
- nu există dovezi rezonabile pentru existența unui creator sau cârmuitor suprem,
- o "moralitate adevărată" nu există, și
- o etică seculară obiectivă este imposibilă;

Așadar, într-un anume sens, viața nu conține adevăr și nicio acțiune nu este preferabilă oricărei alteia, în mod obiectiv.
Termenul de nihilism mai este folosit uneori ca sinonim pentru anomie, semnificând o stare de disperare față de inutilitatea existenței.
Nihilismul poate fi un atac asupra unei anumite idei, mișcări sau grup; însă, este și o poziție filozofică care poate fi adoptată deschis de o persoană. Mișcări culturale cum ar fi Dada, Futurismul  sau Deconstructivismul , printre altele, au fost identificate de comentatori drept "nihiliste" în diferite momente și contexte. Adesea, aceasta presupune că convingerile acuzatorului sunt mai substanțiale și mai apropiate de adevăr, pe când convingerile acuzatului sunt nihiliste și prin comparație, nu au nicio valoare (sau sunt pur și simplu socotite destructive prin amoralitate).
Nihilismul este de asemenea o caracteristică atribuită unor perioade: De exemplu, Jean Baudrillard și alții au numit postmodernitatea o epocă a nihilismului, iar unii teologi creștini, precum și alte personalități religioase afirmă că postmodernitatea și multe aspecte ale modernității reprezintă respingerea lui Dumnezeu și astfel sunt nihiliste.
Nihilismul diferă de scepticism prin faptul că acesta din urmă nu respinge pretențiile de adevăr în totalitate; le respinge doar dacă acestea nu sunt susținute cu suficiente dovezi empirice. În plus, scepticismul nu ajunge neapărat la vreo concluzie în ce privește realitatea conceptelor morale și nici nu este preocupată atât de profund cu întrebări despre însemnătatea unei existențe fără adevăruri cognoscibile.
În domeniul eticii, nihilist sau nihilistic este adesea întrebuințat ca un termen derogatoriu cu semnificația de refuz total a tuturor sistemelor de autoritate, moralitate și normativitate, sau cineva care face intenționat o asemenea respingere. Fie prin refuzul credințelor acceptate anterior sau prin relativism și scepticism duse la extrem, nihilistul moral este cel ce crede că niciuna din aceste "drepturi" la putere nu este valid. Nihilismul nu numai că demite valorile morale existente, ci respinge "moralitatea" cu totul.